# Portrait d'une jeune femme de profil
Portrait d'une jeune femme de profil est un portrait, généralement attribué à Antonio Pollaiuolo, réalisé en 1465 en peinture à l'huile sur panneau de peuplier. Le tableau fait partie de la Gemäldegalerie de Berlin, qui la désigne comme une de ses œuvres les plus célèbres, ainsi que comme un des portraits de femme les plus connus du début de la Renaissance italienne.

## Description
Une femme inconnue est représentée vêtue d'un brocart, assise, ainsi que le suggère sa posture, dans l'embrasure de marbre d'une fenêtre ou d'un balcon, son profil rehaussé par un ciel d'un bleu éclatant en arrière-plan. Ses cheveux blonds sont rassemblés en une sorte de petite coiffe. Les contours délimités avec précision de la figure, ainsi que les couleurs claires et contrastées sont des éléments typiques de l'école florentine.
Des portraits du même genre, représentant des femmes de haut rang richement vêtues, ont été réalisés pour célébrer un mariage ; l'absence de bijoux semblerait indiquer que ce portrait représente une jeune femme peu avant la cérémonie. Le corsage, exceptionnellement riche, est fait à partir d'un brocart à trois couleurs (rouge, blanc et vert) à motif de grenades, feuilles et palmettes, symétrique par rapport à la série d'attaches centrale, et des manches en velours rouge brodé de fil d'or. La femme représentée est assise contre une balustrade incrustée de porphyre et de bijoux, semblable à celle représentée dans le retable du cardinal del Portogallo (Pala del cardinale del Portogallo) à San Miniato al Monte, à Florence, peint par Antonio et son frère Piero Pollaiuolo en 1466-1467.

## Attribution
La parenté de ce portrait est une question qui a troublé les historiens de l'art depuis qu'elle a été portée à l'attention du public. Celui-ci se trouvait à la galerie Massias, à Paris, en 1815, et passa par la collection du comte d'Ashburnham (Earl of Ashburnham (en)), étant attribué à cette époque à Botticelli. Il a ensuite été attribué à Piero della Francesca (voir son portrait de la duchesse d'Urbino ), vendu par le marchand d'art Colnaghi à Londres en 1897-1898 et entré en possession de la Gemäldegalerie à Berlin. En 1897, l'historien de l'art allemand Wilhelm von Bode fit remarquer une ressemblance avec un Portrait de dame détenu par le musée Poldi-Pezzoli à Milan, également attribué à cette époque à Piero della Francesca ; Bode donna la parenté des deux à Domenico Veneziano. La Gemäldegalerie suivit cette attribution jusqu'en 1972, mais elle ne fut pas largement acceptée et on pense à présent qu'elle est incorrecte (le portait de Milan est maintenant attribué à Piero Pollaiuolo). Bernard Berenson pense que le tableau est d'Andrea del Verrocchio, puis d'Alesso Baldovinetti (voir son Portrait d'une femme en jaune).
En 1911, Adolfo Venturi attribua ce travail à Antonio Pollaiuolo, ce que la plupart des experts considère à présent comme sûr, bien qu'une minorité ait proposé à la place son frère Piero Pollaiuolo. Le catalogue de la Gemäldegalerie suggère que l'expérience variée d'Antonio del Pollaiuolo en tant qu'orfèvre, bronzier et créateur de broderies fait de lui un candidat probable pour la représentation réaliste des vêtements visibles dans le portrait. Leopold Ettlinger (Leopold_Ettlinger (en)), pour sa part, dit que l'auteur devrait être considéré anonyme, d'abord en 1963, puis en 1978, dans une monographie sur les frères Pollaiuolo.

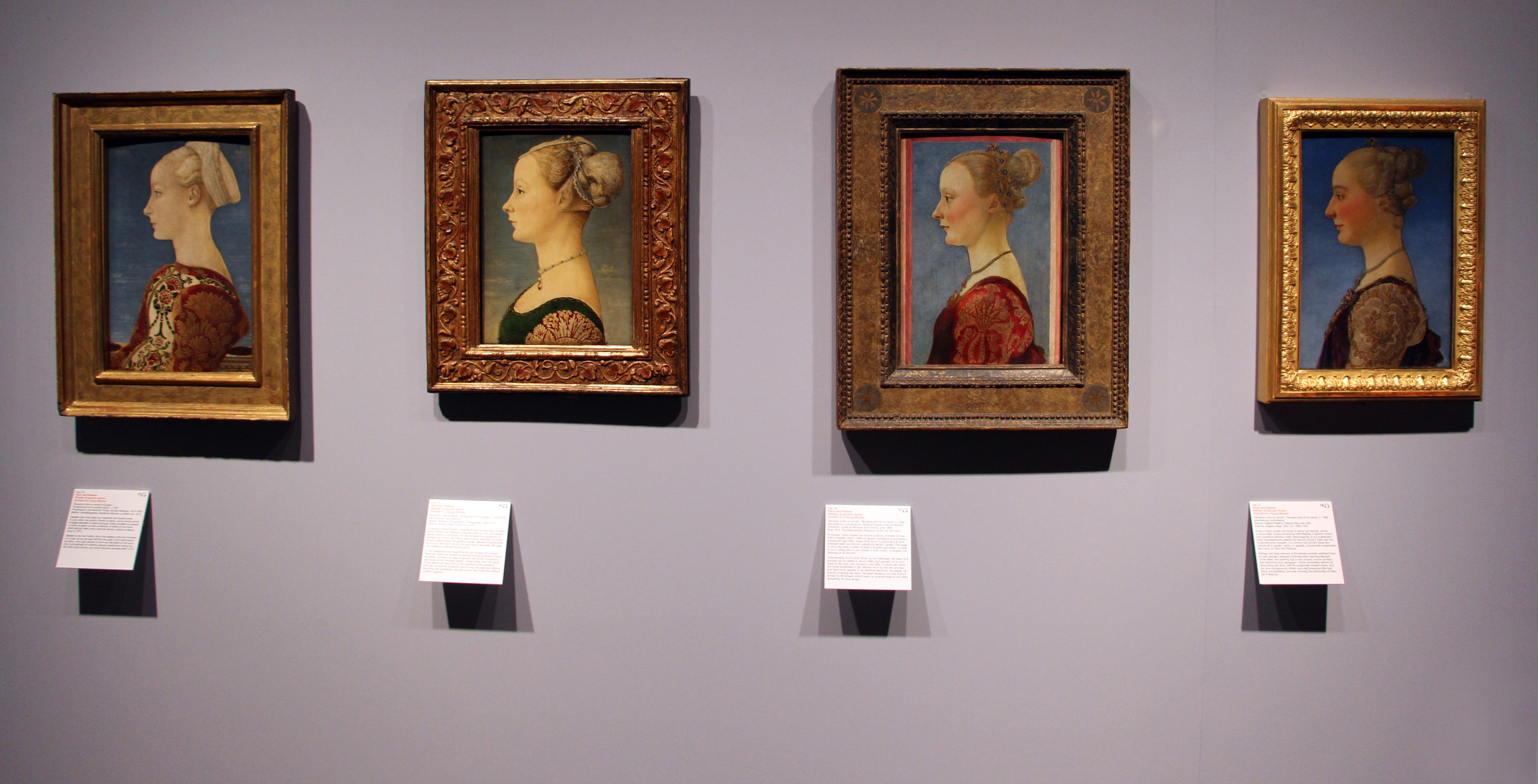
Quatre portraits de profil de femmes de la Renaissance attribués aux frères Pollaiolo, exposés au musée Poldi-Pezzoli, à Milan, en 2014-2015.

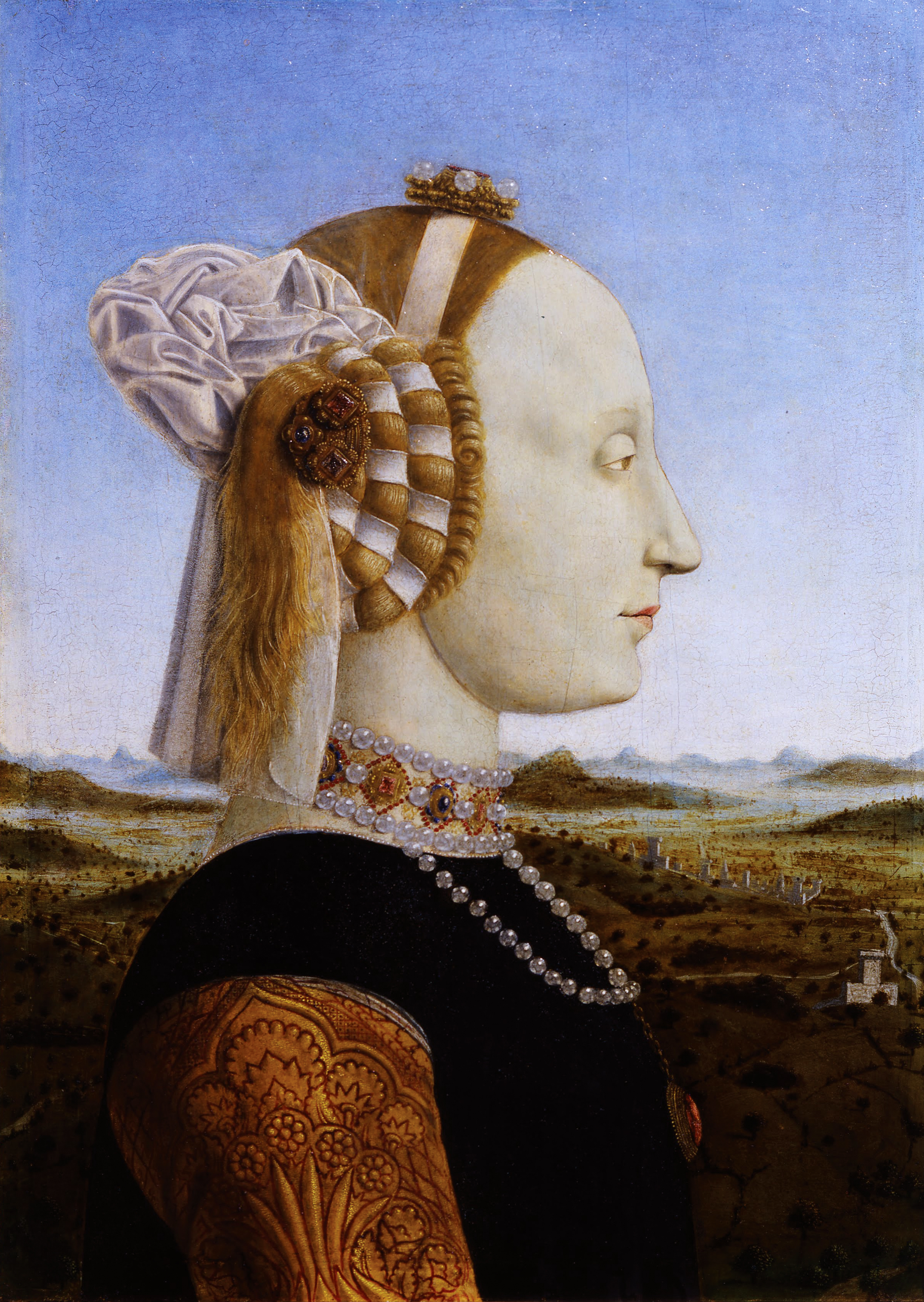
Piero della Francesca, Portrait de la duchesse d'Urbino, c. 1472–1473, Galerie des Offices, Florence
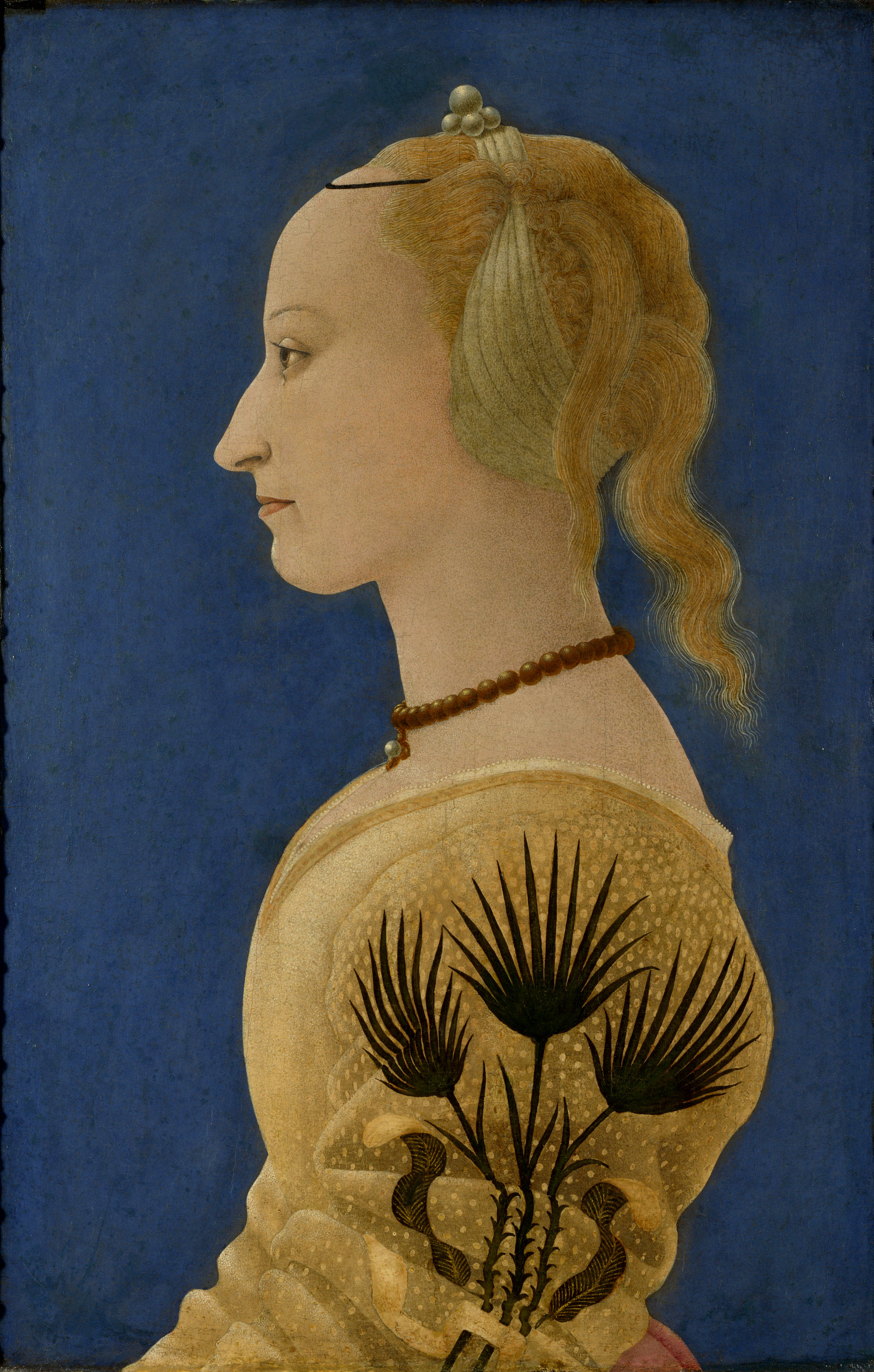
Alesso Baldovinetti, Portrait de femme en jaune, v. 1465, National Gallery, Londres.
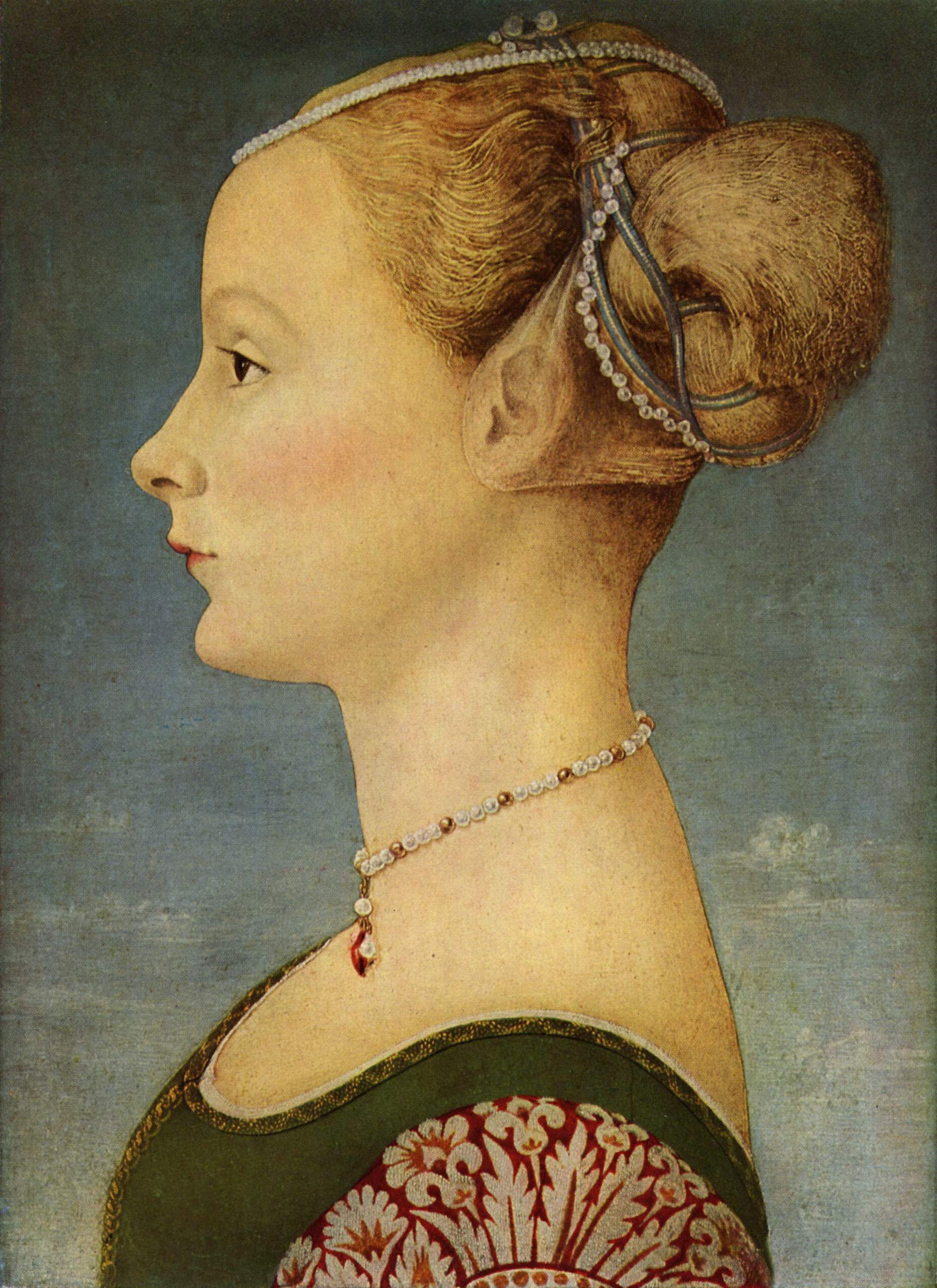
Piero Pollaiuolo, Portrait de dame, vers 1470, musée Poldi-Pezzoli, Milan.
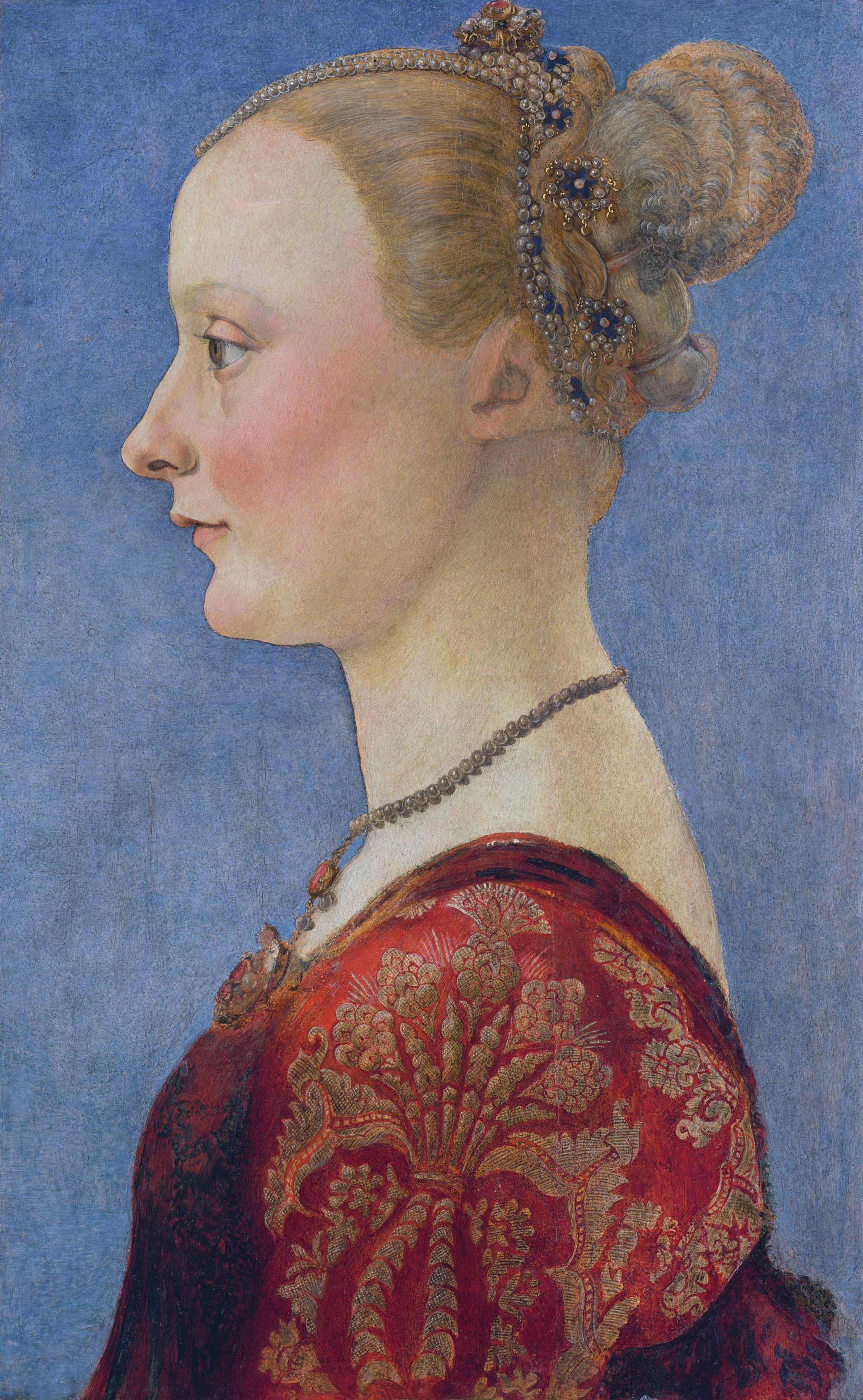
Piero Pollaiuolo, Portrait de femme, vers 1480, Metropolitan Museum of Art, New York.
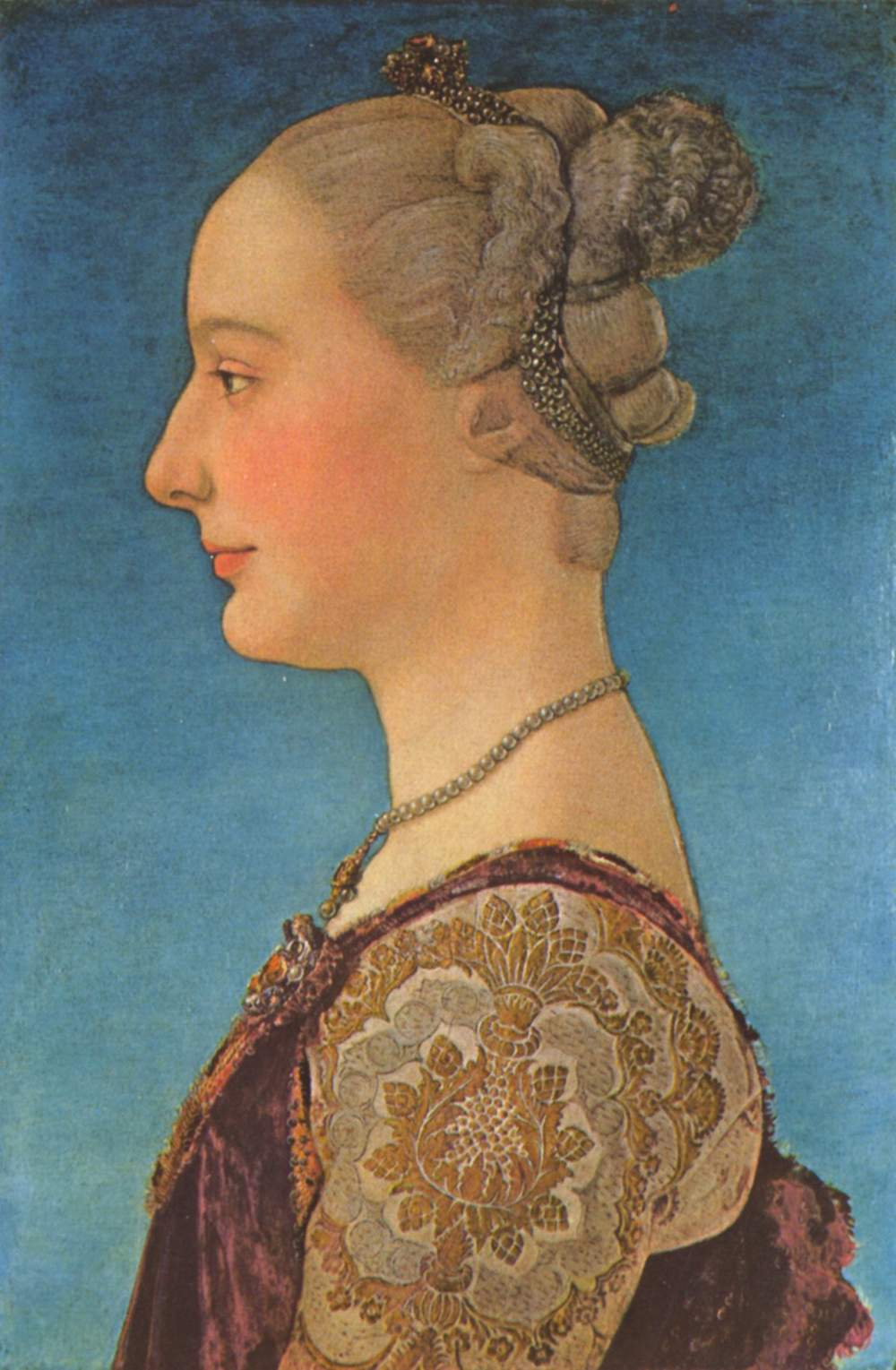
Antonio Pollaiuolo ou Piero Pollaiuolo, Portrait de femme, vers 1475, Galerie des Offices, Florence.